# Leonassa
Leonassa (en grec antic: Λεώνασσα) o Lanassa (en grec antic: Λάνασσα) va ser, segons la mitologia grega, l'ancestre de la família reial dels molossos, a l'Epir.
Es diu que va ser una neta o potser una besneta del llegendari heroi grec Hèracles.
Una tradició diu que quan Neoptòlem, fill d'Aquil·les, va tornar de la guerra de Troia, segons una de les moltes variants de la llegenda, va conquerir l'Epir i va segrestar per la força a Leonassa, sacerdotessa del temple de Zeus a Dodona i s'hi va casar. Segons Plutarc, van tenir un fill anomenat Pirros. Cap al 200 aC, el mitògraf Lisímac, explica que Leonassa va tenir vuit fills amb Neoptòlem: Argos, Pèrgam, Dorieu, Pàndar, Euríloc, Eraos, Dànae i Troas, tots ells herois i heroïnes que generalment tenen altres ascendències.